# 堀田弥一
堀田 弥一（ほった やいち、1909年1月30日 - 2011年2月23日）は、日本の登山家。1936年に立教大学山岳部遠征隊を率いて、ヒマラヤ山脈のナンダ・コート（標高6867メートル）の登頂に成功した。

## 経歴
富山県下新川郡石田村（現在の黒部市）出身。富山県立魚津中学校（現・富山県立魚津高等学校）に進み、野球部や陸上競技部に所属する傍ら、スキーにも取り組んで、黒部鉄道（現・富山地方鉄道本線）が開通すると宇奈月まで出向いて滑っていた。
1927年、立教大学予科2年に編入学し、立教大学山岳部に入部する。大学についてはのちに商学部経済学科に進む。山岳部へは当初はスキーをやる目的での入部であったが、実際に立山連峰の冬山に入るとスキーではなくアイゼンで歩けることを知ったという。入部当初は夏山登山をおこなったものの、1928年から1930年にかけて五竜岳、唐松岳、白馬岳、鹿島槍ヶ岳、槍ヶ岳、穂高岳などで冬季登山を敢行した。この間、1930年に日本山岳会員となる。また、長谷川伝次郎の「カシミールの山旅」という講演を聴いてヒマラヤに興味を抱くようになる。
1932年に立教大学を卒業して、安田生命保険に入社する。
1936年、山岳部OB4人からなる遠征隊を結成し、自身は隊長をつとめ、大阪毎日新聞記者の竹節作太が同行する形で、当時はイギリス領インドに属していた未踏峰ナンダ・コートの初登頂を目指した。10月5日、登頂に成功し、日本のパーティーとして初めてヒマラヤ山脈での登山を達成した。遠征の模様は竹節によって映画フィルムに収められ、2017年現在は毎日映画社が管理している。
ヒマラヤ遠征に際しては、1929年にドイツのパウル・バウアー隊がカンチェンジュンガで7400メートルまで登った際の記録を日本語に翻訳してもらって登山方法の参考にし、またバウアーが要した費用から日本でもヒマラヤ遠征は可能であると考えたと述べている。遠征先がナンダ・コートになったのは、費用面のほかに、チベットやネパールが鎖国状態にあったことも原因であった。
太平洋戦争後の1954年、日本山岳会による第2次マナスル遠征隊で隊長を務めたが、宗教上の理由による現地人の妨害を受け、登頂はならなかった。
1966年に安田生命保険を定年退職し、安田興業に転じて1977年まで勤務した。1980年に日本山岳会名誉会員となる。
2011年2月23日、肺癌のため102歳で死去。没後、遺品が富山県立山博物館に寄贈され、同施設の「山岳集古未来館」で展示されている。

## 著書
- 『ヒマラヤ初登頂―1936年のナンダ・コート』筑摩書房、1986年11月。 ISBN 4-480-87098-9